# Derarimus sichuanus
Derarimus sichuanus là một loài bọ cánh cứng trong họ Anthicidae. Loài này được Telnov miêu tả khoa học năm 1998.